# Simesia critobulus
Simesia critobulus är en fjärilsart som beskrevs av Fawcett 1916. Simesia critobulus ingår i släktet Simesia och familjen tandspinnare. Inga underarter finns listade i Catalogue of Life.